# Jan Hauser
Jan Hauser (n. 19 ianuarie 1985, Glarus⁠(d), Cantonul Glarus, Elveția) este un jucător de curl ce a reprezentat Elveția, medaliat olimpic. A participat la o ediție a Jocurilor Olimpice (2010) în care a câștigat o medalie de bronz.

## Participări
Lista de mai jos prezintă principalele competiții la care a participat Jan Hauser de-a lungul carierei.
- curling at the 2010 Winter Olympics – men's tournament[*]